# سيمون غرينبيرغ
سيمون غرينبيرغ هو حاخام روسي، ولد في 1901 في روسيا، وتوفي في 26 يوليو 1993 في القدس في إسرائيل.